# Compresión del cordón umbilical
La compresión del cordón umbilical es la obstrucción del flujo sanguíneo del cordón umbilical secundario a la presión de un objeto externo o desalineación del mismo cordón. La compresión del cordón se produce en aproximadamente en uno de cada 10 partos.

## Causas
- Cordón nucal, cuando el cordón umbilical está (apretado) alrededor del cuello del feto[2]
- Enredo del cordón[2]
- Nudo en el cordón[2]
- Prolapso del cordón, donde el cordón umbilical sale del canal de parto antes que el bebé, lo que puede causar compresión del cordón.[3]
- Puede ser una complicación del oligohidramnios en el que no hay suficiente líquido amniótico.
- Compresión durante las contracciones uterinas durante el parto.

## Diagnóstico
En la cardiotocografía (CTG), la compresión del cordón umbilical puede tener desaceleraciones variables en la frecuencia cardíaca fetal.

## Tratamiento
La compresión del cordón umbilical puede aliviarse si la madre se cambia de posición. En los persistentes y severos signos de sufrimiento fetal, es posible que sea necesaria una cesárea.